# Дімбулагала (підрозділ окружного секретаріату)
Підрозділ окружного секретаріату Дімбулагала — підрозділ окружного секретаріату округу Полоннарува, Північно-Центральна провінція, Шрі-Ланка. Складається з 56 Грама Ніладхарі.